# العلاقات الأرجنتينية الغانية
العلاقات الأرجنتينية الغانية هي العلاقات الثنائية التي تجمع بين الأرجنتين وغانا.

## مقارنة بين البلدين
هذه مقارنة عامة ومرجعية للدولتين:
| وجه المقارنة                                              | الأرجنتين                                               | غانا         |
| --------------------------------------------------------- | ------------------------------------------------------- | ------------ |
| المساحة (كم2)                                             | 2.78 مليون                                              | 238.53 ألف   |
| عدد السكان (نسمة)                                         | 44.27 مليون                                             | 26.91 مليون  |
| الكثافة السكانية (ن./كم²)                                 | 15.92                                                   | 112.82       |
| العاصمة                                                   | بوينس آيرس                                              | أكرا         |
| اللغة الرسمية                                             | اللغة الإسبانية                                         | لغة إنجليزية |
| العملة                                                    | البيزو الأرجنتيني 1983 ‏، بيزو أرجنتيني، أسترال أرجنتيني | سيدي غاني    |
| الناتج المحلي الإجمالي (بليون دولار)                      | 637.59 مليار                                            | 47.33 مليار  |
| الناتج المحلي الإجمالي (تعادل القوة الشرائية) بليون دولار | 883.02 مليار                                            | 115.41 مليار |
| الناتج المحلي الإجمالي الاسمي للفرد دولار أمريكي          | 13.43 ألف                                               | 1.37 ألف     |
| الناتج المحلي الإجمالي للفرد دولار أمريكي                 |                                                         | 4.08 ألف     |
| مؤشر التنمية البشرية                                      | 0.827                                                   | 0.579        |
| رمز المكالمات الدولي                                      | +54                                                     | +233         |
| رمز الإنترنت                                              | .ar                                                     | .gh          |
| المنطقة الزمنية                                           | 00                                                      | 00           |

## منظمات دولية مشتركة
يشترك البلدان في عضوية مجموعة من المنظمات الدولية، منها:
| علم المنظمة | اسم المنظمة                               | تاريخ انضمام الأرجنتين | تاريخ انضمام غانا |
| ----------- | ----------------------------------------- | ---------------------- | ----------------- |
|             | مؤسسة التنمية الدولية                     | 3 أغسطس 1962           | 29 ديسمبر 1960    |
|             | البنك الإفريقي للتنمية                    | ?                      | ?                 |
|             | يونسكو                                    | 15 سبتمبر 1948         | 11 أبريل 1958     |
|             | مؤسسة التمويل الدولية                     | 13 أكتوبر 1959         | 3 أبريل 1958      |
|             | منظمة حظر الأسلحة الكيميائية              | ?                      | ?                 |
|             | الأمم المتحدة                             | 24 أكتوبر 1945         | 8 مارس 1957       |
|             | الاتحاد الدولي للاتصالات                  | 1889                   | 17 مايو 1957      |
|             | منظمة الشرطة الجنائية الدولية             | ?                      | ?                 |
|             | البنك الدولي للإنشاء والتعمير             | 20 سبتمبر 1956         | 20 سبتمبر 1957    |
|             | الاتحاد البريدي العالمي                   | ?                      | ?                 |
|             | المركز الدولي لتسوية المنازعات الاستشارية | 18 نوفمبر 1994         | 14 أكتوبر 1966    |
|             | وكالة ضمان الاستثمار متعدد الأطراف        | 11 فبراير 1992         | 29 أبريل 1988     |
|             | منظمة التجارة العالمية                    | ?                      | ?                 |
|             | الفريق المعني برصد الأرض                  | ?                      | ?                 |

## وصلات خارجية
- موقع وزارة الخارجية الأرجنتينية
- موقع وزارة الخارجية الغانية